# 小柳早見
小柳 早見（こやなぎ はやみ、1903年2月2日 - 1955年1月22日）は、日本の昭和時代前期の陸上（長距離走）選手。

## 生涯
佐賀県神埼郡に生まれる。旧制佐賀中学校在学中に野口源三郎の指導を受け、陸上競技を本格的に始めた。
中学卒業後、17歳で佐世保市に職を求めて移り住む。佐世保では病院の往診時に医師が乗る人力車の車夫（これ自体が足腰を鍛えるトレーニングを兼ねていた）をしながら練習を続けた。
明治神宮大会（現在の国体陸上競技の前身）で1万メートルに出場すること6回、うち1925年（大正14年）の第2回と1933年（昭和8年）の第7回大会ではいずれも当時の日本記録（第2回33分52秒、第7回32分06秒）を出し優勝した。
1955年（昭和30年）1月22日死去。
生前の1951年（昭和26年）に小柳の名を冠した「小柳賞短縮マラソン」が佐世保市で開かれ、変遷を経て現在も毎年1月に小柳賞佐世保シティロードレース大会として開催されている。

## 参考資料
- 「長崎県スポーツ史」（1988年、長崎県体育協会長崎県スポーツ史刊行委員会編、長崎県体育協会・長崎新聞社刊）